# Королівська усипальниця у Фрогморі
Королівська усипальниця у Фроґморі — кладовище, яке використовується британською королівською родиною. Територія кладовища була освячена 23 жовтня 1928 року. У центрі розташований побудований в 1862 році Королівський мавзолей, в якому захоронені королева Вікторія і принц Альберт.